# IAudio

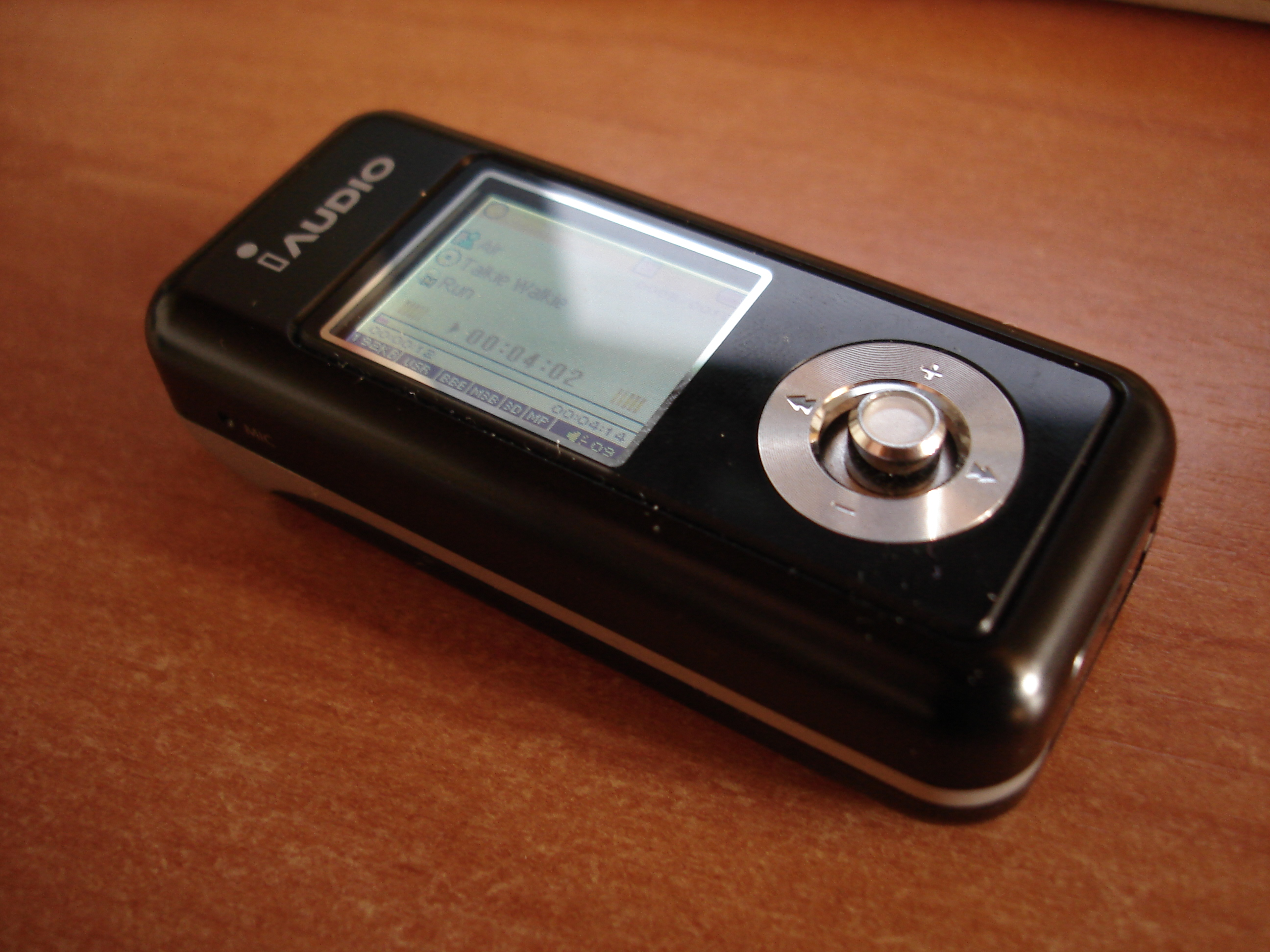
En iAudio-modell (iAudio U3)

iAUDIO är en digital audiospelare tillverkad av företaget Cowon. En av deras tidigare modeller är iAudio U2 och U3:an bygger på samma ljudkort.